# آب‌انبار قاسم
آب‌انبار قاسم، آب‌انباری است مربوط به دوره قاجار که در محدودهٔ شهر تاریخی تون در جنوب شهر فردوس واقع شده‌است. این اثر در تاریخ ۳ خرداد ۱۳۸۶ با شمارهٔ ثبت ۱۹۱۰۹ به‌عنوان یکی از آثار ملی ایران به ثبت رسیده‌است.